# 第六艦隊 (美國海軍)

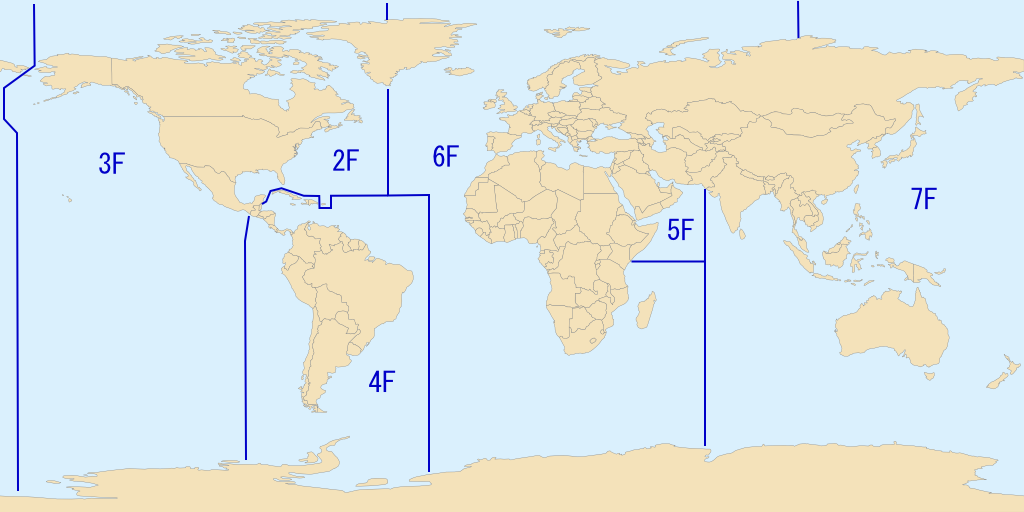
美國海軍第六艦隊的負責範圍，2009年

美國第六艦隊（英語：United States Sixth Fleet），是美國海軍六大艦隊之一。轄區範圍是環繞歐洲和非洲的北冰洋、大西洋、印度洋一帶。基於戰略考量，艦隊司令部於2005年從英國倫敦南移至義大利的拿坡里海軍支援設施。現任艦隊司令是傑佛瑞·安德森中將 。

## 戰力
- 哈瑞·S·杜魯門號航空母艦

## 流行文化

### 電影
- 美國刺客[3]

## 外部連結
- Official Commander of 6th Fleet Website （页面存档备份，存于）
- Black Sea Port Visits
- http://neds.nebt.daps.mil/Directives/notices/3111_121.pdf%5B%5D – Order establishing TF 68 as Maritime Force Protection Force
- http://www.defenselink.mil/transformation/articles/2005-07/ta070805a.html （页面存档备份，存于） – disbandment of NSWU 10